# قائمة البعثات الدبلوماسية في المملكة المتحدة

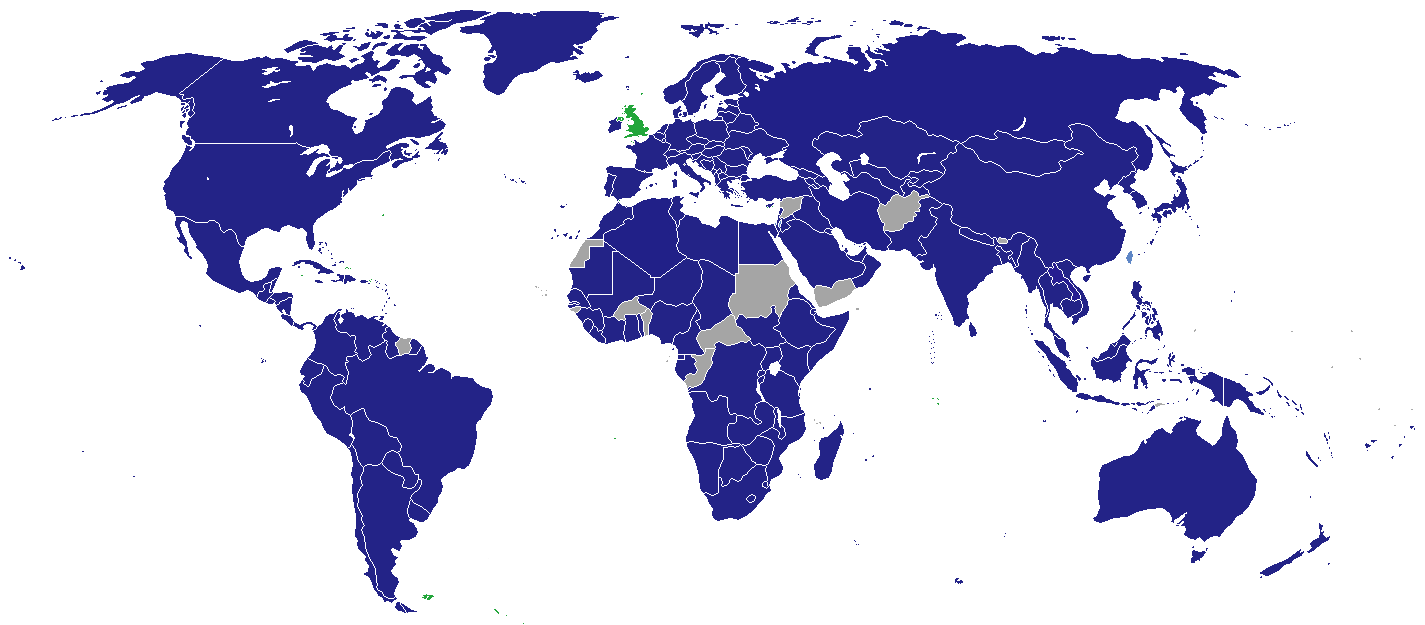
خريطة البعثات الدبلوماسية في المملكة المتحدة

هذه قائمة البعثات الدبلوماسية في المملكة المتحدة. في الوقت الحاضر، تستضيف العاصمة لندن 165 سفارة ولجنة عليا. لدى العديد من الدول الأخرى سفراء معتمدون لدى المملكة المتحدة، ويقيم معظمهم في بروكسل أو باريس. هناك أيضًا عدد من القناصل الفخرية المقيمة في مواقع مختلفة في المملكة المتحدة.

## السفارات والمفوضيات العليا في لندن
قائمة السفارات والمفوضيات العليا في لندن:
- أفغانستان
- ألبانيا
- الجزائر
- أنغولا
- أنتيغوا وباربودا*
- الأرجنتين
- أرمينيا
- أستراليا*
- النمسا
- أذربيجان
- الباهاماس*
- البحرين
- بنغلادش*
- باربادوس*
- بيلاروس
- بيليز*
- بلجيكا
- بوليفيا
- البوسنة والهرسك
- بوتسوانا*
- البرازيل
- بروناي*
- بلغاريا
- بوروندي
- كمبوديا
- الكاميرون*
- كندا*
- تشيلي
- الصين
- كولومبيا
- جمهورية الكونغو الديمقراطية
- كوستاريكا
- كرواتيا
- كوبا
- جمهورية التشيك
- قبرص*
- الدنمارك
- دومينيكا*
- جمهورية الدومينيكان
- تيمور الشرقية
- الإكوادور
- مصر
- السلفادور
- غينيا الاستوائية
- إرتريا
- إستونيا
- إسواتيني*
- إثيوبيا
- فيجي*
- فنلندا
- فرنسا
- الغابون
- غامبيا*
- جورجيا
- ألمانيا
- غانا*
- اليونان
- غرينادا*
- غواتيمالا
- غينيا
- غويانا*
- هايتي
- الكرسي الرسولي
- هندوراس
- المجر
- آيسلندا
- الهند*
- إندونيسيا
- إيران
- العراق
- أيرلندا
- إسرائيل
- إيطاليا
- ساحل العاج
- جامايكا*
- اليابان
- الأردن
- كازاخستان
- كينيا*
- كوسوفو[a]
- الكويت
- قرغيزستان
- لاوس
- لاتفيا
- لبنان
- ليسوتو*
- ليبيريا
- ليبيا
- ليتوانيا
- لوكسمبورغ
- مدغشقر
- مالاوي*
- ماليزيا*
- المالديف*
- مالطا*
- موريتانيا
- موريشيوس*
- المكسيك
- مولدوفا
- موناكو
- منغوليا
- الجبل الأسود
- المغرب
- موزمبيق*
- ميانمار
- ناميبيا*
- نيبال
- هولندا
- نيوزيلندا*
- نيكاراغوا
- نيجيريا*
- كوريا الشمالية
- مقدونيا الشمالية
- النرويج
- عمان
- باكستان*
- بنما
- بابوا غينيا الجديدة*
- باراغواي
- بيرو
- الفلبين
- بولندا
- البرتغال
- قطر
- رومانيا
- روسيا
- رواندا*
- سانت كيتس ونيفيس*
- سانت لوسيا*
- سانت فينسنت والغرينادين*
- السعودية
- السنغال
- صربيا
- سيشيل*
- سيراليون*
- سنغافورة*
- سلوفاكيا
- سلوفينيا
- جزر سليمان*
- جنوب أفريقيا*
- كوريا الجنوبية
- جنوب السودان
- إسبانيا
- سريلانكا*
- السودان
- السويد
- سويسرا
- طاجيكستان
- تنزانيا*
- تايلاند
- توغو
- تونغا*
- ترينيداد وتوباغو*
- تونس
- تركيا
- تركمانستان
- أوغندا*
- أوكرانيا
- الإمارات العربية المتحدة
- الولايات المتحدة
- الأوروغواي
- أوزبكستان
- فنزويلا
- فيتنام
- اليمن
- زامبيا*
- زيمبابوي

## البعثات القنصلية
تحتفظ بعض الدول أيضًا ببعثات قنصلية في البلدات والمدن التالية (تستخدم بنغلاديش لقب «مساعد المفوضية العليا» بدلاً من «القنصلية العامة»):

### بلفاست
- الصين (قنصلية عامة)[4]
- بولندا (قنصلية عامة)[5]
- الولايات المتحدة (قنصلية عامة)[6]

### برمنغهام
- بنغلادش (مساعد المفوضية العليا)[7]
- الهند (قنصلية عامة))[8]
- باكستان (قنصلية)[9]

### برادفورد
- باكستان (قنصلية)[9]

### كارديف
- ايرلندا (قنصلية عامة)[10]

### كومبير
- سانت فينسنت والغرينادين (قنصلية عامة)[11]

### إدنبرة
- الصين (قنصلية عامة)[12]
- فرنسا (قنصلية عامة)[13]
- ألمانيا(قنصلية عامة)[14]
- المجر(نائب القنصلية)[15]
- الهند(قنصلية عامة) [16]
- ايرلندا(قنصلية عامة) [17]
- إيطاليا (قنصلية عامة) [18]
- اليابان(قنصلية عامة) [19]
- بولندا (قنصلية عامة) [5]
- رومانيا(قنصلية عامة) [20]
- روسيا(قنصلية عامة) [21]
- إسبانيا(قنصلية عامة) [22]
- تركيا(قنصلية عامة)
- أوكرانيا(قنصلية) [23]
- الولايات المتحدة(قنصلية عامة) [24]

### جورج تاون (جزر كايمان)
- الولايات المتحدة (وكالة قنصلية)

### غلاسكو
- باكستان (قنصلية)[9]

### هاميلتون (جزر برمودا)
- الولايات المتحدة (قنصلية عامة)[25]

### مانشستر
- بنغلاديش(مساعد المفوضية العليا)[26]
- الصين(قنصلية عامة)*
- جمهورية التشيك(قنصلية عامة)* [27]
- المجر(قنصلية عامة)[28]
- العراق(قنصلية عامة)[29]
- ايرلندا(قنصلية عامة)[30]
- ليبيا(قنصلية عامة)[31]
- رومانيا(قنصلية عامة)[32]
- باكستان(قنصلية عامة)[9]
- بولندا(قنصلية عامة)[5]
- البرتغال(قنصلية عامة)
- إسبانيا(قنصلية عامة)

## السفارات المعتمدة غير المقيمة
| مقيم في بروكسل، بلجيكا: - بوركينا فاسو - الرأس الأخضر - تشاد - مالي - ساموا - ساو تومي وبرينسيب - فانواتو | مقيم في باريس، فرنسا: - بنين - جمهورية إفريقيا الوسطى - جمهورية الكونغو - جيبوتي - غينيا بيساو - النيجر - الصومال - سورينام | مقيم في مواقع أخرى - أندورا (أندورا لا فيلا) - كيريباتي (تاراوا) - سان مارينو (سان مارينو) |

## الدول التي ليس لها تمثيل أو تمثيل آخر في المملكة المتحدة
الدول التي لديها قنصل فخري:
- بنين
- بوتان
- بوركينا فاسو
- الرأس الأخضر
- جزر القمر
- جمهورية الكونغو
- كيريباتي
- ناورو
- بالاو
- ساموا
- سان مارينو
- سورينام
- توفالو

لأسباب متنوعة، لا يكون للدول ذات السيادة التالية أي شكل من أشكال التمثيل في المملكة المتحدة:
- ليختنشتاين
- جزر مارشال
- ولايات ميكرونيسيا المتحدة

## بعثات منتهية
| المدينة           | الدولة           | مستوى البعثة | سنة النهاية | مراجع  |
| ----------------- | ---------------- | ------------ | ----------- | ------ |
| لندن              | الصومال          | سفارة        | 1994        | [ 34 ] |
| برمنغهام          | الولايات المتحدة | قنصلية       | 1965        | [ 35 ] |
| برادفورد          | الولايات المتحدة | قنصلية       | 1953        | [ 35 ] |
| برستل             | الولايات المتحدة | قنصلية       | 1948        | [ 35 ] |
| كارديف            | الولايات المتحدة | قنصلية       | 1963        | [ 35 ] |
| إدنبرة            | النرويج          | قنصلية عامة  | 2008        | [ 36 ] |
| جبل طارق          | إسبانيا          | قنصلية عامة  | 1954        | [ 37 ] |
| هال               | الولايات المتحدة | قنصلية       | 1948        | [ 35 ] |
| غلاسكو            | بولندا           | قنصلية عامة  | 1985        | [ 38 ] |
| غلاسكو            | الولايات المتحدة | قنصلية       | 1965        | [ 35 ] |
| ليفربول           | كولومبيا         | قنصلية عامة  | 1988        | [ 39 ] |
| ليفربول           | فرنسا            | قنصلية عامة  | 1991        | [ 40 ] |
| ليفربول           | الولايات المتحدة | قنصلية       | 1973        | [ 35 ] |
| مانشستر           | أستراليا         | قنصلية       | 2001        | [ 41 ] |
| مانشستر           | إيران            | قنصلية       | 1987        | [ 42 ] |
| مانشستر           | إيطاليا          | قنصلية       | 2011        | [ 43 ] |
| مانشستر           | الولايات المتحدة | قنصلية       | 1963        | [ 35 ] |
| نيوكاسل أبون تاين | الولايات المتحدة | قنصلية       | 1953        | [ 35 ] |
| بليموث            | الولايات المتحدة | قنصلية       | 1948        | [ 35 ] |
| ساوثهامبتون       | الولايات المتحدة | قنصلية       | 1965        | [ 35 ] |